# Episodi di SOKO - Misteri tra le montagne (diciottesima stagione)
La diciottesima stagione della serie televisiva SOKO - Misteri tra le montagne è stata trasmessa in anteprima in Austria da ORF 1 tra il 23 aprile 2019 e il 30 luglio 2019.
| nº | Titolo originale                 | Titolo italiano          | Prima TV Austria | Prima TV Italia  |
| -- | -------------------------------- | ------------------------ | ---------------- | ---------------- |
| 1  | Parasit                          | Parassita                | 23 aprile 2019   | 28 gennaio 2023  |
| 2  | Durchtauchen                     | A un passo dal traguardo | 30 aprile 2019   | 28 gennaio 2023  |
| 3  | Unerwünschte Nebenwirkungen      | Effetti collaterali      | 7 maggio 2019    | 4 febbraio 2023  |
| 4  | Kein Anschluss unter diesem Chat | Chat me                  | 21 maggio 2019   | 4 febbraio 2023  |
| 5  | Die Freiheit am Ende             | Il prezzo della libertà  | 28 maggio 2019   | 11 febbraio 2023 |
| 6  | Es geschah am Nachmittag         | Panico fatale            | 4 giugno 2019    | 11 febbraio 2023 |
| 7  | Die falschen Fremden             | Xenofobia                | 11 giugno 2019   | 18 febbraio 2023 |
| 8  | Goldrausch                       | La febbre dell'oro       | 25 giugno 2019   | 18 febbraio 2023 |
| 9  | Alleingelassen                   | Per Anna                 | 25 giugno 2019   | 25 febbraio 2023 |
| 10 | Mitten ins Herz                  | Dritto al cuore          | 9 luglio 2019    | 25 febbraio 2023 |
| 11 | Worst Case Scenario              | Chiedimi se sono felice  | 15 luglio 2019   | 4 marzo 2023     |
| 12 | In medias res                    | In media res             | 23 luglio 2019   | 4 marzo 2023     |
| 13 | Ein neues Leben                  | Una nuova vita           | 30 luglio 2019   | 4 marzo 2023     |